# Newton St Loe
Newton St Loe – wieś w Anglii, w hrabstwie ceremonialnym Somerset, w dystrykcie (unitary authority) Bath and North East Somerset. Leży 14 km na południowy wschód od miasta Bristol i 161 km na zachód od Londynu. W 2001 miejscowość liczyła 631 mieszkańców.